# Stephen Dixon (hockey sur glace)
Pour les articles homonymes, voir Stephen Dixon et Dixon.
Stephen Dixon (né le 7 septembre 1985 à Halifax ville de la Nouvelle-Écosse au Canada) est un joueur professionnel de hockey sur glace.

## Carrière

### Carrière junior
Il commence sa carrière en jouant dans la Ligue de hockey junior majeur du Québec avec les Screaming Eagles du Cap-Breton. Il rejoint l'équipe à la suite du repêchage dans les ligues Midget de 2001 et est choisi lors de la première ronde, le sixième joueur au total. Il passe alors toute sa carrière junior dans la même équipe de la LHJMQ et participe en 2003 au repêchage d'entrée dans la Ligue nationale de hockey. Il est alors choisi par les Penguins de Pittsburgh en tant que 229e joueur du repêchage. Il participe avec l'équipe LHJMQ au Défi ADT Canada-Russie en 2003 et 2004.
Il termine sa carrière dans la LHJMQ en 2005 et est alors le cinquième meilleur pointeur de la franchise (224 points), quatrième buteur (83 buts) et quatrième passeur (141 passes décisives). Lors du championnat du monde junior de 2005, il remporte la médaille d'or avec l'équipe du Canada.

### Les débuts dans la LAH
En 2005-2006, il va jouer avec les Penguins de Wilkes-Barre/Scranton de la Ligue américaine de hockey, l'équipe affiliée à la franchise de Pittsburgh. Il va y passer deux saisons avant d'être échangé au début de la  saison 2007-2008 en retour de Tim Brent aux Ducks d'Anaheim. Il est alors une nouvelle fois affecté eà l'équipe affiliée dans la LAH, les Pirates de Portland.
En 2008-2009, il joue dans le Championnat de Suède pour l'équipe de Brynäs IF.

## Statistiques
| Saison    | Équipe                            | Ligue      |    | Saison régulière | Saison régulière | Saison régulière | Saison régulière | Saison régulière |   | Séries éliminatoires | Séries éliminatoires | Séries éliminatoires | Séries éliminatoires | Séries éliminatoires |  |
| Saison    | Équipe                            | Ligue      | PJ | B                | A                | Pts              | Pun              | PJ               | B | A                    | Pts                  | Pun                  |                      |                      |  |
| 2001-2002 | Screaming Eagles du Cap-Breton    | LHJMQ      | 64 | 16               | 15               | 31               | 12               | 16               | 3 | 5                    | 8                    | 12                   |                      |                      |  |
| 2002-2003 | Screaming Eagles du Cap-Breton    | LHJMQ      | 72 | 28               | 42               | 70               | 54               | 4                | 0 | 0                    | 0                    | 6                    |                      |                      |  |
| 2003-2004 | Screaming Eagles du Cap-Breton    | LHJMQ      | 55 | 22               | 50               | 72               | 33               | 5                | 1 | 0                    | 1                    | 0                    |                      |                      |  |
| 2004-2005 | Screaming Eagles du Cap-Breton    | LHJMQ      | 45 | 17               | 34               | 51               | 40               | -                | - | -                    | -                    | -                    |                      |                      |  |
| 2005-2006 | Penguins de Wilkes-Barre/Scranton | LAH        | 80 | 12               | 17               | 29               | 45               | 11               | 0 | 1                    | 1                    | 4                    |                      |                      |  |
| 2006-2007 | Penguins de Wilkes-Barre/Scranton | LAH        | 80 | 17               | 24               | 41               | 43               | 11               | 2 | 3                    | 5                    | 6                    |                      |                      |  |
| 2007-2008 | Pirates de Portland               | LAH        | 80 | 17               | 28               | 45               | 43               | 18               | 6 | 4                    | 10                   | 10                   |                      |                      |  |
| 2008-2009 | Brynäs IF                         | Elitserien | 53 | 8                | 9                | 17               | 32               | 4                | 0 | 0                    | 0                    | 2                    |                      |                      |  |
| 2009-2010 | Brynäs IF                         | Elitserien | 53 | 20               | 15               | 35               | 55               | 5                | 0 | 0                    | 0                    | 0                    |                      |                      |  |
| 2010-2011 | Amour Khabarovsk                  | KHL        | 47 | 7                | 10               | 17               | 8                | -                | - | -                    | -                    | -                    |                      |                      |  |
| 2011-2012 | Ässät                             | SM-liiga   | 44 | 9                | 35               | 44               | 51               | -                | - | -                    | -                    | -                    |                      |                      |  |
| 2012-2013 | Ässät                             | SM-liiga   | 44 | 9                | 35               | 44               | 51               | -                | - | -                    | -                    | -                    |                      |                      |  |
| 2012-2013 | Lokomotiv Iaroslavl               | KHL        | 3  | 0                | 2                | 2                | 0                | 6                | 0 | 4                    | 4                    | 6                    |                      |                      |  |
| 2013-2014 | Lokomotiv Iaroslavl               | KHL        | 9  | 0                | 1                | 1                | 2                | -                | - | -                    | -                    | -                    |                      |                      |  |
| 2013-2014 | Iougra Khanty-Mansiïsk            | KHL        | 42 | 3                | 13               | 16               | 20               | -                | - | -                    | -                    | -                    |                      |                      |  |
| 2014-2015 | Luleå HF                          | SHL        | 15 | 2                | 2                | 4                | 33               | -                | - | -                    | -                    | -                    |                      |                      |  |
| 2014-2015 | Tappara                           | Liiga      | 25 | 2                | 11               | 13               | 4                | 20               | 1 | 4                    | 5                    | 18                   |                      |                      |  |
| 2015-2016 | Tappara                           | Liiga      | 59 | 6                | 11               | 17               | 28               | 15               | 2 | 0                    | 2                    | 52                   |                      |                      |  |
| 2016-2017 | Grizzlys Wolfsburg                | DEL        | 22 | 5                | 6                | 11               | 8                | 10               | 1 | 0                    | 1                    | 6                    |                      |                      |  |
| 2017-2018 | Grizzlys Wolfsburg                | DEL        | 52 | 5                | 14               | 19               | 22               | 7                | 3 | 4                    | 7                    | 31                   |                      |                      |  |
| 2018-2019 | Cardiff Devils                    | EIHL       | 60 | 21               | 24               | 45               | 28               | 4                | 1 | 2                    | 3                    | 0                    |                      |                      |  |
| 2019-2020 | Cardiff Devils                    | EIHL       | 44 | 14               | 12               | 26               | 53               | -                | - | -                    | -                    | -                    |                      |                      |  |
|           |                                   |            |    |                  |                  |                  |                  |                  |   |                      |                      |                      |                      |                      |  |
| 2021-2022 | Cardiff Devils                    | EIHL       | 50 | 15               | 21               | 36               | 31               | 4                | 1 | 1                    | 2                    | 6                    |                      |                      |  |
| 2022-2023 | Glasgow Clan                      | EIHL       | 48 | 6                | 16               | 22               | 18               | 2                | 0 | 2                    | 2                    | 0                    |                      |                      |  |